# Ружеевка
Ружеевка — упразднённая деревня в Северном районе Оренбургской области. На момент упразднения входила в состав сельского поселения Новодомосейкинский сельсовет. Исключена из учётных данных в 2001 году.

## Название
Ойконим связан с фамилией владелицы деревни — помещицей Ружеевской

## География
Располагался на правом берегу реки Дымка, на расстоянии, примерно, 7 километров к северо-востоку от села Курская Васильевка.

## История
Деревня основана в 1779 году на землях, купленных у башкир за 30 рублей помещицей Капитолиной Григорьевной Ружеевской.
По данным на 1931 год посёлок Ружеевка состоял из 39 хозяйств. В административном отношении входил в состав Михеевского сельсовета Боклинского района Средневолжского края.
По данным на 1939 год деревня Ружеевка входила в состав Ново-Николаевского сельсовета Сок-Кармалинского района Чкаловской области. В деревне действовал колхоз «20-я годовщина Октября».
Официально упразднена 31 августа 2001 года согласно Закону Оренбургской области от 22 августа 2001 года.

## Население
По данным на 1930 год в посёлке проживало 189 человек, основное население — русские.

## Инфраструктура
Основой экономики было сельское хозяйство .